# آنکیلیمیووری
آنکیلیمیووری (به لاتین: Ankilimivory) یک منطقهٔ مسکونی در ماداگاسکار است که در آمپانیی واقع شده‌است. آنکیلیمیووری ۱۵٬۰۰۰ نفر جمعیت دارد و ۳۳۱ متر بالاتر از سطح دریا واقع شده‌است.